# Jan Poortvliet
Jan Poortvliet (Arnemuiden, 21 settembre 1955) è un allenatore di calcio ed ex calciatore olandese.

## Carriera
Debuttò come professionista nel 1974 con la maglia del PSV, che conservò fino al 1983, e che gli diede la soddisfazione di vincere una Coppa UEFA nel 1978, e 3 campionati olandesi tra il 1974 e il 1978.
Ai Mondiali di Argentina 1978 venne convocato dall'allenatore Ernst Happel nelle file della nazionale olandese, e giocò tutte le partite del secondo turno e la finale persa contro l'Argentina.
Dopo essersi ritirato dall'attività agonistica nel 1992, intraprese la carriera di allenatore.

## Palmarès

### Giocatore

#### Club
- Coppa UEFA: 1

PSV Eindhoven: 1977-1978
- Campionato olandese: 3

PSV Eindhoven: 1974-1975, 1975-1976, 1977-1978
- Coppa dei Paesi Bassi: 1

PSV Eindhoven: 1975-1976